# Kevin De Jonghe
Kevin De Jonghe (Rumst, 4 de desembre de 1991) és un ciclista belga, professional des del 2012. Actualment corre a l'equip Cibel-Cebon.

## Palmarès
- 2009
  - 1r al Gran Premi Bati-Metallo
  - 1r a l'Omloop Mandel-Leie-Schelde júnior
  - 1r al Sparkassen Münsterland Tour i vencedor de 2 etapes
  - Vencedor d'una etapa al Giro de la Lunigiana
- 2010
  - Vencedor d'una etapa a la Volta a la Província de Namur
- 2011
  -  Campió de Bèlgica sub-23 en contrarellotge
  - 1r a la Volta al Brabant flamenc i vencedor d'una etapa
- 2016
  - 1r a la Volta a la Província de Lieja i vencedor de 2 etapes
- 2017
  - Vencedor d'una etapa al Tour de Savoia Mont Blanc
  - Vencedor d'una etapa a la Volta a la Província de Lieja